# Fredrik II av Pfalz

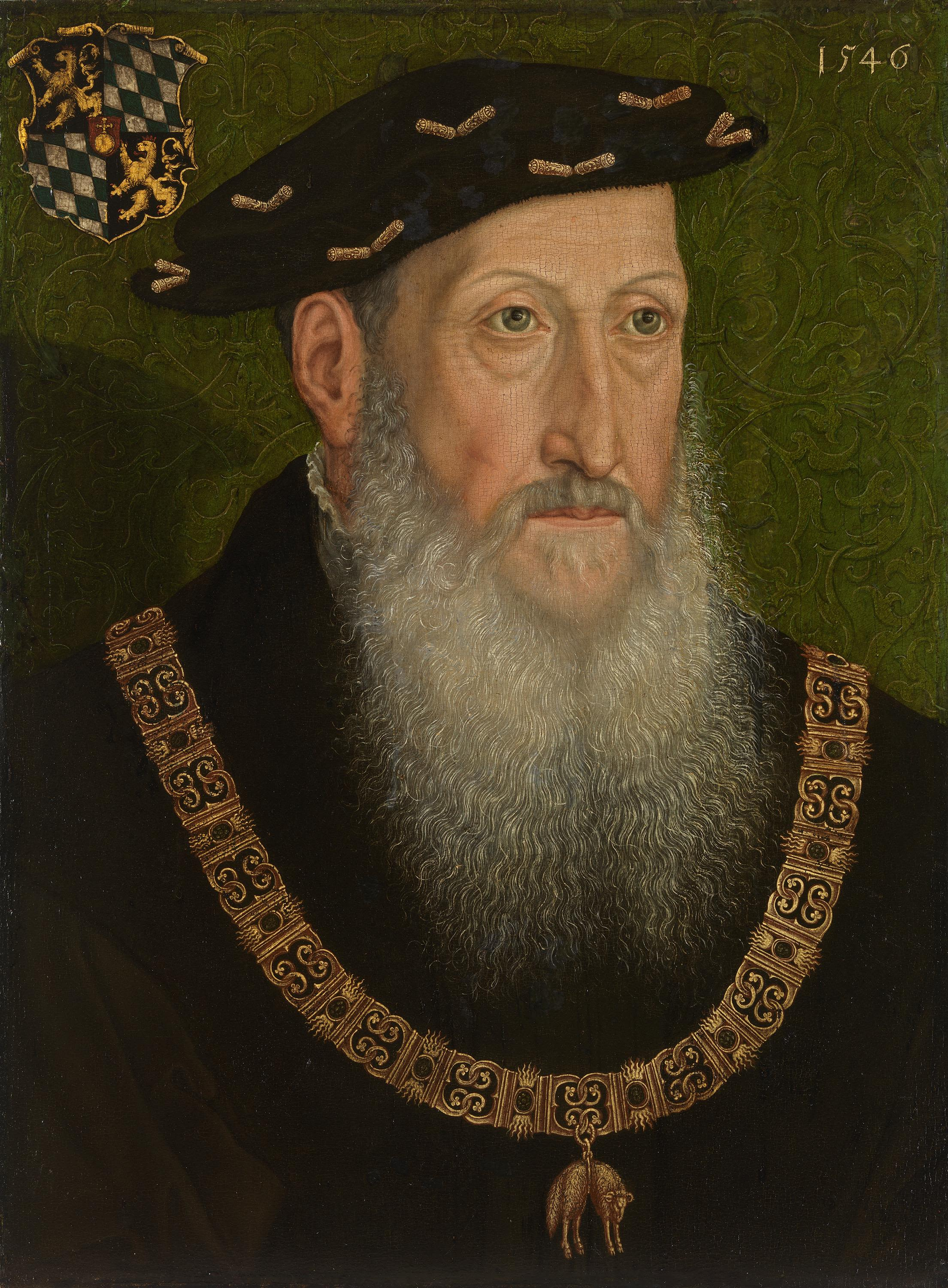
Fredrik II av Pfalz, målning av Hans Besser 1546.

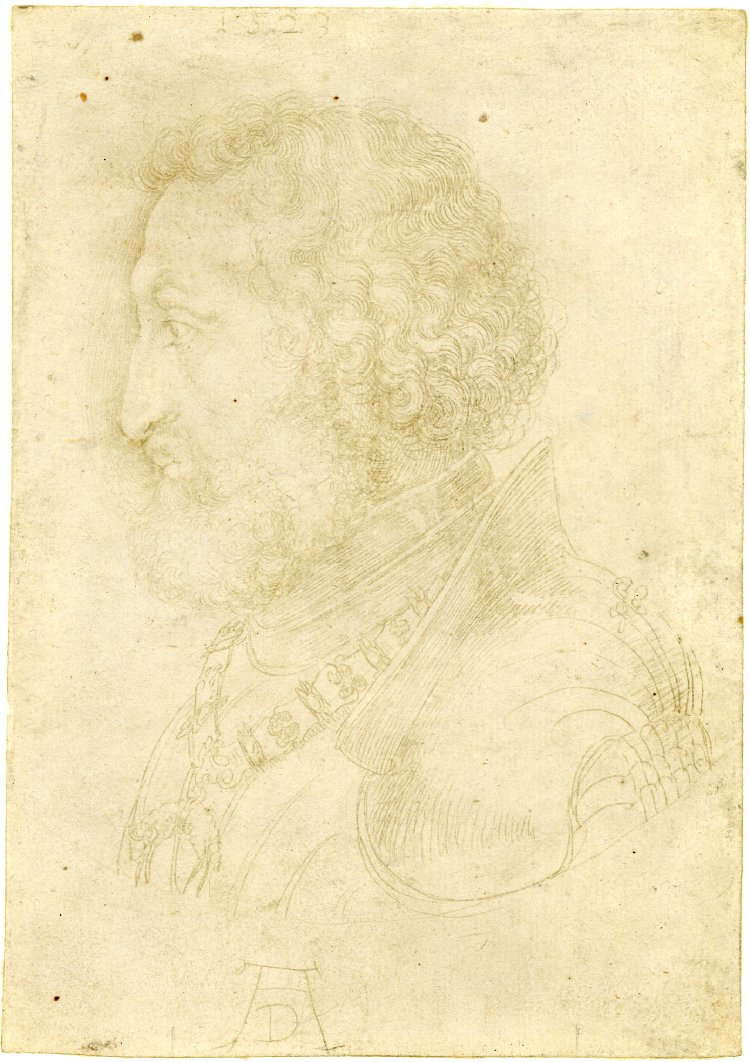
Fredrik II av Pfalz, teckning av Albrecht Dürer 1523.

Fredrik II (kallad den vise), född den 9 december 1482, död den 26 februari 1556, var en tysk furste av huset Wittelsbach, med titeln pfalzgreve vid Rhen.

## Biografi
Fredrik var yngre son till kurfurst Filip och tillbringade sin ungdom som lättsinnig och slösaktig kavaljer vid burgundiska, franska och spanska hoven. Han förblev tillgiven habsburgarnas sak, trots att hans upprepade frierier till Karl V:s syster Eleonora möttes av ständiga avslag. 1529 och 1532 var han riksfältherre mot turkarna utan att kunna uträtta något med de fåtaliga trupper, som stod honom till buds.
Fredrik blev 1535, på föranstaltande av kejsarhovet, förmäld med Kristian II:s då femtonåriga dotter Dorotea och han - som efter broderns död 1544 blev kurfurste av Pfalz - försökte sedan med föga framgång, men stor uthållighet, göra gällande sina, genom giftermålet vunna anspråk på de nordiska ländernas kronor.
Bland annat försökte han under Dackefejden med kejsarens bistånd komma i förbindelse med Nils Dacke (1543), men det hela inskränkte sig till några i hans intresse till Dacke och Smålandsbönderna avlåtna skrivelser, som av Dacke inför såväl bönderna som kungens utskickade åberopades som bevis på hans vänskapliga förbindelser med mäktiga furstar i utlandet.
Då kejsar Karl 1544 slöt fred med Kristian III av Danmark och därmed offrade sin tidigare med tomma löften avfärdade trogne anhängares danska anspråk, övergick denne för några år till schmalkaldiska förbundets religionspolitik, publicerade en reformationsvänlig kyrkoordning (1545) och sökte förmå Melanchthon att ta emot en lärostol vid Heidelberguniversitetet.
Redan 1548 vanns han emellertid på nytt över till den kejserliga sidan och genomförde samma år Augsburg-interim i sina länder. Universitetet gynnade han alltjämt, och hans förhållande till de evangeliska blev aldrig direkt fientligt. Han efterträddes av brorsonen Otto Henrik.